# Irene Kral
Pour les articles homonymes, voir Kral.
Irene Kral, née le 18 janvier 1932 à Chicago et morte le 15 août 1978 , est une chanteuse de jazz américaine. 

## Biographie
Elle a un frère musicien, le chanteur et pianiste Roy Kral (en). Elle débute à Chicago et chante dans l'orchestre de Maynard Ferguson en 1957, puis dans celui d'Herb Pomeroy (en). Elle enregistre trois albums entre 1974 et 1977, dont avec Where is Love et Gentle Rain avec Alan Broadbent (en).

## Discographie
- Boy with Lots of Brass - EmArcy (1957)
- The Band and I - (1958)
- Detour Ahead - United Artists (1958)
- Steveireneo - United Artists (1959)
- Better Than Anything - DRG (1963) avec The Junior Mance Trio
- Laurindo Almeida Guitar from Ipanema - Capitol (1964) : 2 titres
- Wonderful Life - Mainstream (1965)
- Where Is Love? - (1974)
- Live in Tokyo - (1976)
- Kral Space  (Catalyst Records, 1977)
- Gentle Rain - Choice (1977)
- The Buddy Collette Quintet with Irene Kral - Studiowest/VSOP (1997)
- Live Culture Press - (1998)
- Where Is Love? - Choice/Koch (1999)
- You Are There? - Audiophile (1999)
- Just For Now - Jazzed Media (2004)
- Second Chance - Jazzed Media (2010)